# Liste der Monuments historiques in Darmannes
Die Liste der Monuments historiques in Darmannes führt die Monuments historiques in der französischen Gemeinde Darmannes auf.

## Liste der Immobilien
| Bezeichnung      | Beschreibung            | Standort                  | Kennzeichnung | Schutzstatus | Datum | Bild           |
| ---------------- | ----------------------- | ------------------------- | ------------- | ------------ | ----- | -------------- |
| Kirche St-Martin | aus dem 13. Jahrhundert | Rue de la Fontaine (Lage) | PA00079047    | Classé       | 1932  | weitere Bilder |

## Liste der Objekte
| Bezeichnung      | Beschreibung                        | Standort                       | Kennzeichnung | Schutzstatus | Datum | Bild |
| ---------------- | ----------------------------------- | ------------------------------ | ------------- | ------------ | ----- | ---- |
| Weihwasserbecken | Gusseisen, 16. oder 17. Jahrhundert | in der Kirche St-Martin (Lage) | PM52001777    | Inscrit      | 1984  |      |